# Маршан, Луи-Жозеф (камердинер Наполеона)
Луи-Жозеф Маршан (фр. Louis Joseph Marchand, (родился в Париже 28 марта 1791 года — скончался в Трувиль-сюр-Мер 19 июня 1876 года)) — первый (главный) камердинер и душеприказчик Наполеона Бонапарта.

## Биография

### Ранний период
Луи-Жозеф Маршан родился в Париже в семье выходцев из Иль-де-Франс и Уазы. В 1811 году он поступил на службу в Императорский дворец простым слугой. При этом его сестра Генриетта поступила в услужение к императрице Марии-Луизе Австрийской. Наполеон быстро оценил его сметливый ум и честность. Как позднее выяснилось, император не ошибся в своём выборе. Маршан остался верен Наполеону после первого отречения и был назначен на место сбежавшего первого камердинера. 

### В ссылке с Наполеоном I

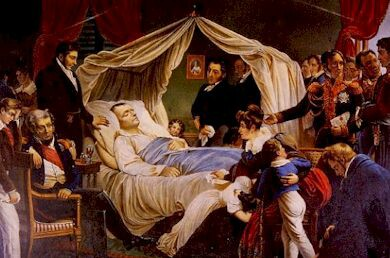
Наполеон на смертном ложе, картина Карла Штейбена. Маршан изображён стоящим справа от изголовья

После второго отречения Маршан согласился последовать за императором в ссылку на Остров Святой Елены. Низложенный государь ни в чём не мог упрекнуть камердинера. Маршан оставался таким же заботливым и внимательным слугой, каким он был в прежние годы. Первый камердинер работая сиделкой, заботился о туалете, одежде и кухне своего хозяина. При необходимости он трудился чтецом, переписчиком и секретарём.
Ещё в 1817 году Маршан обеспокоенный состоянием Наполеона писал родным, что «здоровье государя заметно ухудшалось, и только большие душевные силы позволяют ему переносить тяготы плена». 
Наполеон оставил в своём завещании такие слова о Маршане в своем завещании «Очень расторопный, глубоко преданный... услуги, которые он мне оказал, — это услуги друга». Уже оказавшись на смертном одре свергнутый император пожелал даровать слуге титул графа. Долгое время это решение оставалось непризнанным властями Франции. Но в 1869 году император Наполеон III подтвердил титул.

### После смерти Наполеона I
После смерти Наполеона Маршан вернулся во Францию. В 1823 году он женился на Матильде Брайе, дочери генерала Мишеля Брайе (Наполеон выражал желание, чтобы Маршан породнился с кем-то из его лучших генералов). Свадьба в Париже превратилась в большое собрание тех, кто ностальгировал по империи.
Наполеон в своём завещании даровал камердинеру значительную сумму (в частности оставил ожерелье, оцененное в 200 000 франков). Маршан, получив часть императорского наследства, удалился с женой на родину родителей. Там он приобрёл недвижимость и стал вести образ, характерный для провинциальной знати. 
В 1840 году Маршан принял участие в экспедиции «Возвращение из пепла». 
Бывший слуга Наполеона оставил воспоминания. Эти свидетельства очень близкого к Наполеону человека считаются очень ценным источником среди историков. Хотя в них имеются и некоторые ошибки. Возможно, по причине того, что мемуары писались через два десятка лет после смерти Наполеона и Маршан мог чётко не помнить все детали. Он умер в Трувиль-сюр-Мер 19 июня 1876 года в возрасте 85 лет.